# François Fédier
François Fédier   (Asnières-sur-Seine, 19 de desembre de 1935 - 15è districte de París, 28 d'abril de 2021) fou un filòsof francès.
Deixeble de Jean Beaufret -introductor del pensament de Martin Heidegger a França-, des de l'any 1958 s'implicà en l'anàlisi, la interpretació i la traducció de l'obra d'aquest filòsof. A més de publicar-ne les traduccions, també va escriure assaigs sobre el seu pensament. En destaquen Interprétations (1985), Heidegger: anatomie d'un scandale (1988), Regarder voir (1995), Martin Heidegger: le temps, le monde (2005), L'art en liberté: Aristote, Baudelaire, Proust, Flaubert, Cézanne, Kant, Matisse, Heidegger (2006), Entendre Heidegger et autres exercices d'écoute (2008). També va traduir diversos poemes i textos de Friedrich Hölderlin. El 2017 publicà `Voz del amigo y otros ensayos en torno a Heidegger´.